# هیدن ولی (ایندیانا)
هیدن ولی (به انگلیسی: Hidden Valley) یک منطقهٔ مسکونی در ایالات متحده آمریکا است که در شهرستان دیربورن، ایندیانا واقع شده‌است. هیدن ولی ۱۱٫۴ کیلومتر مربع مساحت و ۵٬۳۸۷ نفر جمعیت دارد و ۱۶۷ متر بالاتر از سطح دریا واقع شده‌است.